# Émile Picard
Charles Émile Picard (n. 24 iulie 1856 – d. 11 decembrie 1941) a fost un matematician francez și membru al Academiei Franceze.

## Biografie
Absolvent al École polytechnique, al École normale supérieure și al Facultății de Științe din Paris, în 1877 obține doctoratul în matematică.
În anul următor, devine profesor la ultimele două instituții menționate.
În 1881 se căsătorește cu Marie, fiica profesorului său, Charles Hermite.
În 1885 îl înlocuiește pe Jean-Claude Bouquet la catedra de calcul diferențial și integral în cadrul Facultății de Științe.
În 1897, la retragerea socrului său, preia catedra de algebră superioară și geometrie superioară, funcție pe care o deține timp de 34 de ani, până la retragerea sa, în 1931.

## Contribuții
- Teorema lui Picard : orice funcție cu valori întregi, care nu este constantă, olomorfă în planul complex, ia fiecare valoare de o infinitate de ori cu cel mult o excepție.
- Picard a fost primul care a utilizat teorema punctului fix a lui Banach în cadrul aplicării metodei de aproximație succesivă pentru determinarea soluțiilor ecuațiilor diferențiale și ecuațiilor cu derivate parțiale.

## Scrieri
- 1877 Application de la théorie des complexes linéaires à l'étude des surfaces et des courbes gauches
- 1891-1896 Traité d’analyse
- 1897 Œuvres mathématiques d'Evariste Galois
- 1897-1906 Théorie des fonctions algébriques de deux variables indépendantes
- 1900 Science
- 1902 Quelques réflexions sur la mécanique, suivies d'une première leçon de dynamique
- 1905 Sur le développement de l'analyse et ses rapports aux diverses sciences
- 1905 La science mathématique et son état actuel
- 1909 De la méthode dans les sciences
- 1913 L'œuvre de Henri Poincaré
- 1916 L'histoire des sciences et les prétentions de la science allemande
- 1917 La vie et l’œuvre de G. Darboux
- 1917 Les sciences mathématiques en France depuis un demi-siècle
- 1921 La théorie de la relativité et ses applications à l'astronomie
- 1922 Discours et mélanges
- 1922 La vie et l’œuvre de Pierre Duhem
- 1924 Les théories de l’optique et l’œuvre d'Hippolyte Fizeau
- 1924 Pascal mathématicien
- 1924 Mélanges de mathématiques et de physique
- 1928 Leçons sur quelques types simples d'équation aux dérivées partielles, avec des applications à la physique mathématique
- 1928 Selecta: cinquantenaire scientifique d’Émile Picard
- 1929 Leçons sur quelques problèmes aux limites de la théorie des équations différentielles
- 1929 Leçons sur quelques équations fonctionnelles, avec des applications à divers problèmes d'analyse et de physique mathématique
- 1930 Un coup d’œil sur l'histoire des sciences et des théories physiques